# لویسین

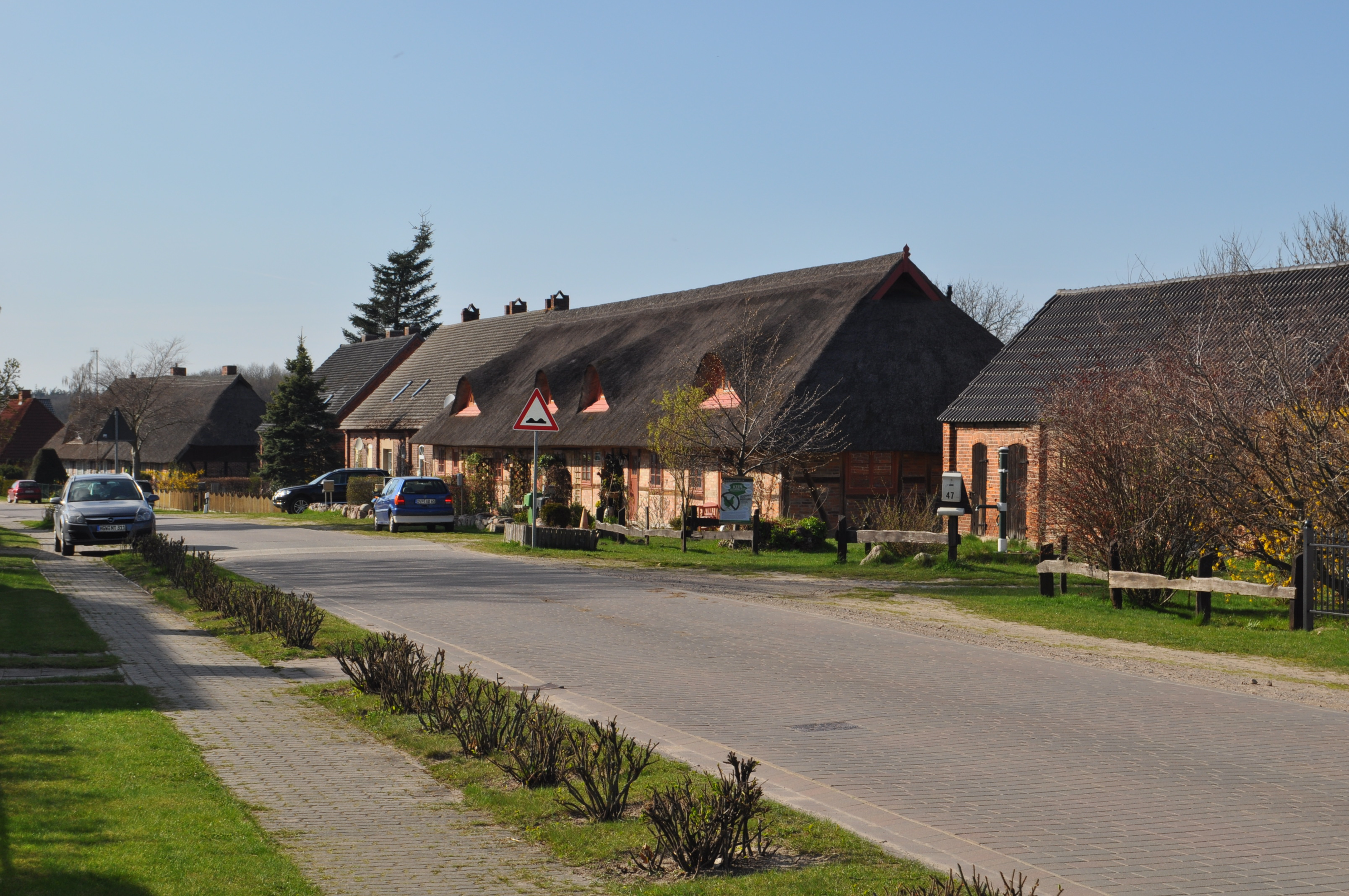
لوسین یک شهر در آلمان میباشد

لویسین (به آلمانی: Loissin) یک شهر در آلمان است که در فرپومرن-گرایفسوالد واقع شده‌است. لویسین ۷۷۳ نفر جمعیت دارد.